# فرودگاه نوساویرو
فرودگاه نوساویرو (به انگلیسی: Nusawiru Airport) یک فرودگاه همگانی است که یک باند فرود آسفالت دارد و طول باند آن ۱۳۰۰ متر است. این فرودگاه در کشور اندونزی قرار دارد .